# Carronbridge
 (septembre 2023).
Carronbridge est un village situé dans le Dumfries and Galloway, en Écosse.